# NGC 7631
NGC 7631 (również PGC 71181 lub UGC 12539) – galaktyka spiralna (Sb), znajdująca się w gwiazdozbiorze Pegaza. Odkrył ją 30 sierpnia 1851 Bindon Stoney – asystent Williama Parsonsa.